# U-Bahnhof Duisburg Hauptbahnhof
Der U-Bahnhof Duisburg Hauptbahnhof ist ein U-Bahnhof in der kreisfreien Stadt Duisburg. Er ist Teil des Netzes der Stadtbahn Duisburg und befindet sich in Tunnellage mit unmittelbarem Zugang zum Duisburger Hauptbahnhof. Der U-Bahnhof gehört der Duisburger Verkehrsgesellschaft (DVG).

## Geschichte
Bereits mit dem Neubau des heutigen Duisburger Hauptbahnhofs war auch die Straßenbahn-Anbindung grundlegend neu ausgeführt worden. Bis dahin wurde der 1886 gebaute Inselbahnhof von der Königstraße bzw. Mülheimer Straße im Norden angeschlossen, für die am Hauptbahnhof endenden Linien gab es eine Wendeschleife auf dem leicht ansteigenden Bahnhofsvorplatz.
Das neue Empfangsgebäude von 1934 liegt seitdem in der Achse der Friedrich-Wilhelm-Straße bzw. Kammerstraße und damit 500 Meter südlich der weiterhin auf Königstraße bzw. Mülheimer Straße verkehrenden Straßenbahnen. Abgesehen von den Neudorfer Straßenbahnlinien, die bis 1992 auch am Osteingang hielten, gab es damit keine unmittelbare Umsteigemöglichkeit. Der Bahnhofsvorplatz am Haupteingang erhielt daher gewissermaßen einen Vorläufer des heutigen U-Bahnhofes in Form einer großzügigen Verknüpfungszone für Busse und Straßenbahnen in zwei Ebenen. Die am Hauptbahnhof endenden Linien zweigten an der Mülheimer Straße ab und fuhren über eine Rampe in die Haltestelle unterhalb des Vorplatzes. Im Anschluss daran befand sich südlich des Vorplatzes eine Wendeschleife.
Zur Zeit des Baus war geplant, die in Tieflage befindliche Haltestelle auch von Süden her anzuschließen, sowie eine neue kreuzungsfreie Straßenbahntrasse nach Norden über die Ruhr zu bauen. 1929 war die bis dahin eigenständige Stadt Hamborn mit Duisburg vereinigt worden (bis 1935 Duisburg-Hamborn), auf Grund des zwischen ihnen befindlichen Ruhrorter Hafens gab es aber kaum Verkehrsverbindungen. Auf dieser Trasse wurde 1963 dann die Nord-Süd-Straße errichtet (heute Bundesautobahn 59).

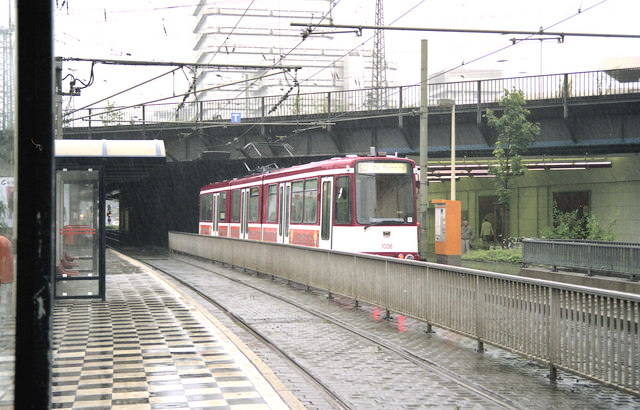
Straßenbahn am Duisburger Hbf, rechts ist der neue nördliche Zugangstunnel zu sehen

Seit 1967 baut die DVG nun im Rahmen des Stadtbahnnetzes Rhein-Ruhr ihr noch vorhandenes Straßenbahnnetz zu einem Stadtbahnnetz um. Begonnen wurde mit der Beschleunigung der Düsseldorf-Duisburger Kleinbahn (der ehemaligen „D-Bahn“) im Duisburger Süden durch eine kreuzungsfreie Verkehrsführung und Bahnhöfen in Hochlage bzw. als Trogbauwerk.
Das Bestreben der Duisburger Politik, die Königstraße als reine Fußgängerzone zu etablieren, war nur dadurch zu realisieren, die Straßenbahn durch einen Tunnel unter der Innenstadt zu führen. Der Tunnel war aufwändig geplant mit kreuzungsfreier Streckenführung in zwei Ebenen, dies und der durch die Rheinnähe bedingt hohe Grundwasserspiegel führten zu einer angesichts der Länge des Tunnels unverhältnismäßig langen Bauzeit und zu enormen Kosten, da das Grundwasser rund um den in offener Bauweise entstandenen Tunnel mit haushohen Wärmepumpen eingefroren werden musste.
Am 11. Juli 1992 wurde der U-Bahnhof Hauptbahnhof zusammen mit dem Innenstadttunnel eröffnet, zeitgleich wurde der oberirdische Straßenbahnverkehr am Hauptbahnhof eingestellt. Die Straßenbahnhaltestelle am Osteingang wurde ersatzlos gestrichen, die letzte noch durch Duisburg-Neudorf verlaufende Linie 904 wurde durch die Buslinie 934 ersetzt.

## Lage und Ausstattung
Der U-Bahnhof befindet sich am östlichen Ende des Innenstadttunnels der Duisburger Stadtbahn und verknüpft die beiden Duisburger Stadtbahnstrecken. Nach Osten hin schließen sich die Rampe Mülheimer Str. und der Ruhrtunnel der Duisburger Stadtbahn an.

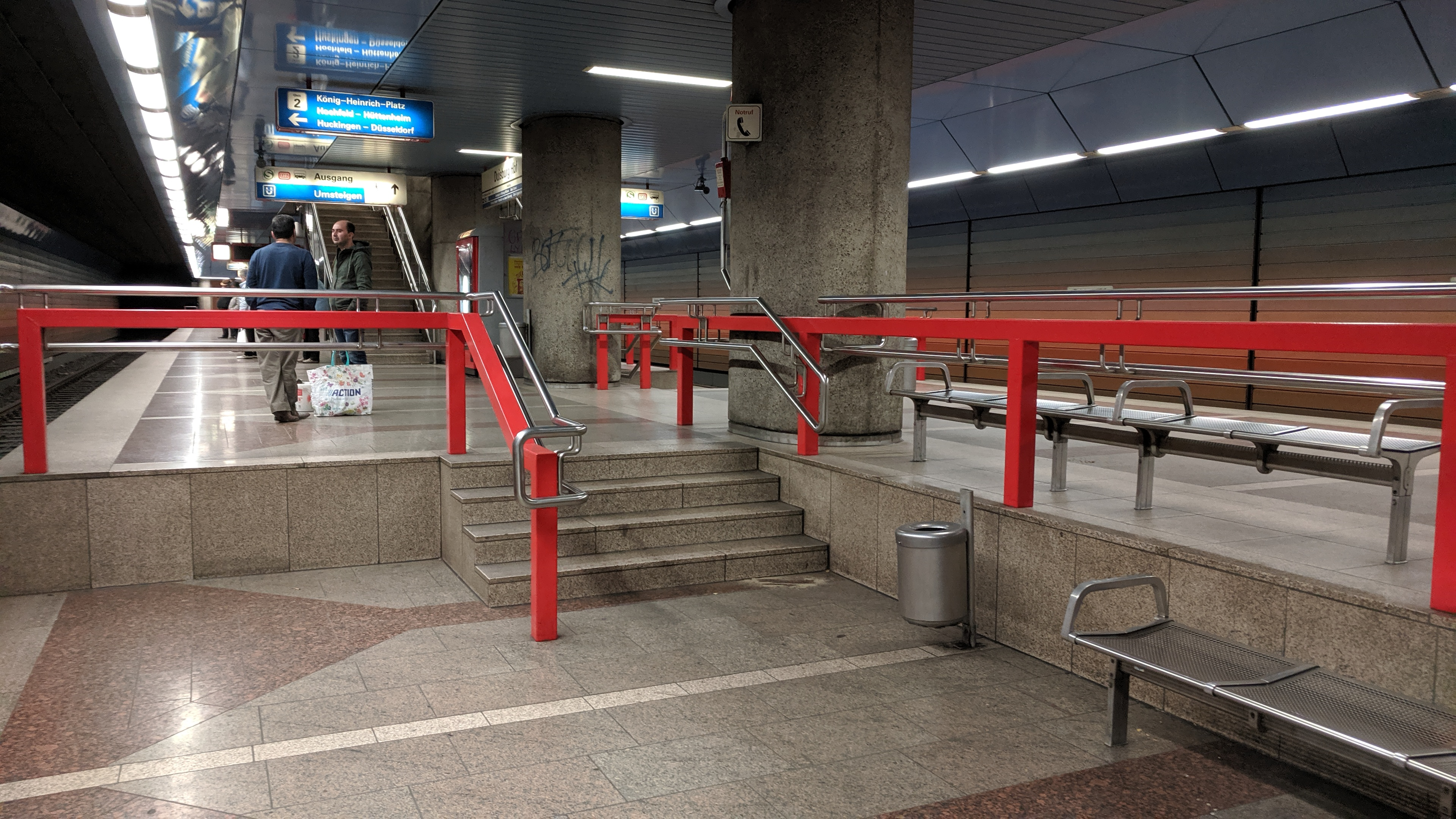
U-Bahnhof Duisburg Hbf. Der Bahnsteig ist in zwei Teile mit unterschiedlichen Bahnsteighöhen geteilt, da hier vorne klassische Straßenbahnen halten, hinten die Stadtbahnzüge der Linie U79.

Der U-Bahnhof ist neben dem U-Bahnhof König-Heinrich-Platz der einzige Duisburger U-Bahnhof mit vier Bahnsteiggleisen an zwei übereinander angeordneten Mittelbahnsteigen. Diese sind alle zweiteilig ausgeführt mit Bahnsteighöhen von 26 bzw. 90 cm, da hier sowohl normale Straßenbahnwagen (Linien 901 und 903) als auch Stadtbahnwagen (Linie U 79) verkehren.
Im Gegensatz zum U-Bahnhof König-Heinrich-Platz, der im reinen Linienbetrieb gebaut wurde und auf der unteren Ebene (Linie 901) eine zweigleisige Wendeanlage aufweist, wurde der U-Bahnhof Hauptbahnhof im reinen Richtungsbetrieb gebaut und besitzt eine Überleitstelle zwischen den beiden verschiedenen Stadtbahnstrecken. Hinter den Bahnsteigenden in Fahrtrichtung befinden sich im Tunnel Weichenstraßen, die einen kreuzungsfreien Wechsel der Streckengleise ermöglichen.
Der Bahnhof ist an beiden Enden mit großzügigen Verteilerebenen ausgestattet. Die östliche Ebene ist als Fußgängerunterführung unter der Mülheimer Straße mit mehreren (größtenteils leerstehenden) Ladenlokalen angelegt. Dort befindet sich auch das Hauptstellwerk Duisburg Hbf, welches das Zugbeeinflussungssystem LZB L90 im Innenstadttunnel und Ruhrtunnel steuert. Da die Versorgung mit Neu- und Ersatzteilen für die LZB nicht mehr gesichert ist, wird sie bis 2020 durch eine punktförmige Zugbeeinflussung ersetzt. Des Weiteren befindet sich in den Betriebsräumen der Verteilerebene ein Unterwerk mit einer installierten Leistung von 10000 kVA, das unter anderem die Fahrstromversorgung für einen Teil des Duisburger Innenstadttunnels bereitstellt, sowie die Station mit Strom versorgt.

## Bedienung
Der U-Bahnhof Hauptbahnhof ist der zentrale Verknüpfungspunkt im Duisburger Stadtbahnnetz und wird von folgenden Linien bedient:
| Linie | Linienverlauf | Takt                                      |
| ----- | --- | ----------------------------------------- |
|       | ( U DU-Meiderich Bf 1 – U Auf dem Damm – ) U Duissern2 – U Duisburg Hbf – U König-Heinrich-Platz – U Steinsche Gasse – Platanenhof – Musfeldstraße – Kremerstraße – Karl-Jarres-Straße – Grunewald – Grunewald Betriebshof – Kulturstraße – Im Schlenk – Waldfriedhof – Münchener Straße – Sittardsberg – Mühlenkamp – St. Anna Krankenhaus – Angerbogen (nie in Betrieb genommen) – DU-Kesselsberg3 – D-Froschenteich – Wittlaer4 – Am Mühlenacker – Kalkumer Schlossallee – Klemensplatz – Kittelbachstraße – Alte Landstraße – Lohausen – Freiligrathplatz – Messe Ost/Stockumer Kirchstraße – Nordpark/Aquazoo – Reeser Platz – Theodor-Heuss-Brücke – Golzheimer Platz – Kennedydamm – U Victoriaplatz/Klever Straße – U Nordstraße – U Heinrich-Heine-Allee – U Steinstraße/Königsallee – U Oststraße – U Düsseldorf Hbf 5 (– U Oberbilker Markt/Warschauer Straße – U Ellerstraße – U D-Oberbilk – Kaiserslauterner Straße – Provinzialplatz – Werstener Dorfstraße – Südpark – D-Universität Ost/Botanischer Garten6 ) Hochflurbetrieb der Rheinbahn und DVG; ehemalige D-Bahn; Abschnitt 4–5 gehört zum ; in den Schulferien gilt ein besonderer Fahrplan. 15-Minuten-Takt auch im Abschnitt 2–6 Sa 5–19 Uhr und im Abschnitt 4–5 Mo–Fr 21–0 Uhr (ab 29.08.2018, davor 20–0 Uhr), Sa 20–0 Uhr und So 5–0 Uhr 30-Minuten-Takt im Abschnitt 2–6 Mo–Fr 19–22 Uhr und Sa 7–20 Uhr und im Abschnitt 1–2 Sa 9–18 Uhr und So 12–19 Uhr | 15 min (1–3) 10/20 min (3–4) 10 min (4–6) |
| 901   | DU-Obermarxloh – Marxloh Pollmann – Bruckhausen – Beeck – Laar – Scholtenhofstraße1 – Ruhrort Bf – Ruhrort Friedrichsplatz – Kaßlerfeld – Rathaus – König-Heinrich-Platz – Duisburg Hbf – Zoo/Uni2 – Mülheim-Raffelberg – Speldorf – Schloß Broich – MH-Stadtmitte – Mülheim Hbf Zur HVZ mit zusätzlicher Fahrt zwischen 1 und 2 jeweils 5 Minuten abweichend auf den Regeltakt | 15 min                                    |
| 902   | DU-Walsum – Marxloh – Meiderich Bf – Duisburg Hbf – Grunewald Nur bei Sporteinsätzen, historisch bedingt | Sporteinsatz                              |
| 903   | Dinslaken Bf1 – Watereck2 – Walsum Rathaus – Fahrn Schwan – Marxloh Pollmann – Hamborn Rathaus – Landschaftspark Nord – Meiderich Bf – Auf dem Damm – Duissern – Duisburg Hbf – König-Heinrich-Platz – Steinsche Gasse – Pauluskirche – Hochfeld Süd Bf – Rheintörchenstraße3 – Wanheim-Angerhausen – Hüttenheim4 | 15 min (1-4) 7,5 min (2-3)                |

Unmittelbar oberhalb des U-Bahnhofs befindet sich die Bushaltestelle Duisburg Hauptbahnhof, hier halten diverse Bus-, Schnellbus- und Nachtbuslinien:
| Linie   | Linienverlauf | Takt                      |
| ------- | --- | ------------------------- |
| SB 10   | Duisburg Hbf Osteingang1 – Duisburg Hbf – Friedrich-Wilhelm-Platz – Neukirchen-Vluyn2 – Kamp-Lintfort Neues Rathaus Ab 17 Uhr (Abfahrt Duisburg) fährt verkehrt die Linie nur noch zwischen 1 & 2. | 60 min                    |
| SB 30   | Duisburg Hbf Osteingang1 – Duisburg Hbf – Friedrich-Wilhelm-Platz – Moers Königlicher Hof – Kamp-Lintfort Neues Rathaus2 – Geldern Bf3 | 30 min (1-2) 60 min (1-3) |
| SB 40   | Walsum Overbruch – Franz-Lenze-Platz – Vierlinden – Walsum Rathaus – Duisburg Hbf – Duisburg Hbf Osteingang Halbstündiger Takt zur HVZ. Sonst stündlicher Takt. | 60 min                    |
| 920     | Kaldenhausen Krölls – Rumeln Markt – DU-Trompet Bf – Rheinhausen Markt – Pauluskirche – Dellviertel – Duisburg Hbf – Duisburg Hbf Osteingang – Neudorf – Universität – Sportpark |                           |
| 921     | Moers Königlicher Hof – Moers Bf – Burgfeld – Asberg – Bergheim – Rheinhausen Markt – Pauluskirche – Dellviertel – Duisburg Hbf – Duisburg Hbf Ost |                           |
| 926     | Homberg Birkenstraße – Hochheide Markt – Essenberg Brücke – Friedrich-Wilhelm-Platz – Innenstadt – Duisburg Hbf – Duisburg Hbf Osteingang – Neudorf – Universität Nord |                           |
| 928     | Winkelhausen Bruchstraße – Asterlagen – Essenberg Brücke – Friedrich-Wilhelm-Platz – Innenstadt – Duisburg Hbf – Duisburg Hbf Osteingang – Neudorf – Sportpark – Wedau Bf – Bissingheim Dorfplatz |                           |
| 929     | (Venlo Station – … –) Moers Königlicher Hof – Moers Bf – DU-Hochheide Markt – Ruhrort Friedrichsplatz – Kaßlerfeld – Friedrich-Wilhelm-Platz – Innenstadt – Duisburg Hbf – Duisburg Hbf Osteingang |                           |
| 930/931 | Linie 930 verkehrt gegen und die Linie 931 verkehrt im Uhrzeigersinn: Ruhrau – Schnabelhuck – Duissern U-Bf – Duisburg Hbf Osteingang – Duisburg Hbf – Friedrich-Wilhelm-Platz – Hochfeld Pauluskirche – Dellviertel – Grunewald – Schlenk – MSV-Arena – Neudorf – Botanischer Garten – Schnabelhuck – Ruhrau |                           |
| 933     | Neuenkamp – Friedrich-Wilhelm-Platz – Stadttheater – Duisburg Hbf – Duisburg Hbf Osteingang – Neudorf – Universität – Universität Nord |                           |
| 934     | Betriebshof Am Unkelstein1 – Innenhafen – Holzhafen – Schillerplatz – Duisburg Hbf – Duisburg Hbf Osteingang – Neudorf – Klinikum Duisburg – Am See2 – Buchholz – Unfallklinik – Großenbaum Bf Ostseite3 | 15 min (1-2) 30 min (1-3) |
| NE1     | Duisburg Hbf Osteigang – Duisburg Hbf → Friedrich-Wilhelm-Platz – Kaßlerfeld – Ruhrort Verteilerkreis – Ruhrort Bf – Beeck Denkmal – Marxloh Pollmann – Röttgersbach – Neumühl Hohenzollernplatz | 60 min                    |
| NE2     | Duisburg Hbf Osteingang – Duisburg Hbf – Innenstadt – Pauluskirche – Rheinhausen Markt – Bergheim – Rumeln Markt | 60 min                    |
| NE3     | Dinslaken Bf – Walsum Rathaus – Marxloh Pollmann – Hamborn Rathaus – Meiderich Bf – Duisburg Hbf – Duisburg Hbf Osteingang – Neudorf – Zoo/Uni – Parkplatz Monning | 60 min                    |
| NE5     | Duisburg Hbf Osteingang – Duisburg Hbf – Innenstadt – Friedrich-Wilhelm-Platz – Holzhafen – Innenhafen – Kaßlerfeld – Ruhrort Friedrichsplatz – Homberg Bismarckplatz – Hochheide Markt | 60 min                    |
| NE6     | Duisburg Hbf Osteingang – Duisburg Hbf – Innenstadt – Neudorf – Grunewald – Huckingen Sittardsberg – Hochfeld Süd Bf – Wanheim-Angerhausen – Hüttenheim (Duisburg) | 60 min                    |
| NE9     | Duisburg Hbf Osteingang – Zoo/Uni – Mülheim-Raffelberg – Speldorf – Schloß Broich – MH-Stadtmitte – Dieter-aus-dem-Siepen-Platz – Aktienstraße – Winkhausen – Essen Abzweig Aktienstraße | 60 min                    |